# Nureddin Konyar
Nureddin Ibrahim Bajá (en turco: Nurettin Paşa, Nureddin İbrahim Paşa; 1873-18 de febrero de 1932), conocido como Nureddin İbrahim Konyar partir de la implantación de los apellidos en Turquía en 1934 y a menudo llamado Nureddin el Barbudo (en turco: Sakallı Nurettin), fue un militar turco que sirvió en el Ejército otomano durante la Primera Guerra Mundial y en el Ejército turco en el frente oriental durante la guerra de Independencia turca. Para distinguirle de sus tocayos, se le apodó Nureddin el Barbudo, ya que era el único oficial turco de alta graduación que durante la guerra de independencia llevaba barba. Fue uno de los principales jefes militares de esta contienda.

## Periodo otomano
Nació en Bursa en 1873.  Su padre, el mariscal de campo (müşir) İbrahim Bajá, era un oficial de alta graduación del Ejército otomano. Ingresó en la Academia Militar en Pangaltı en 1890. Se graduó de la Academia Militar como el trigésimo primero de la promoción de 1893 y se alistó en el Ejército con el grado de alférez de infantería. Fue uno de los pocos oficiales de alta graduación que ascendió tanto sin haber recibido formación como oficial de Estado Mayor. Hablaba árabe, francés, alemán y ruso.
Sirvió en el 40.º Batallón de Infantería del Quinto Ejército entre marzo y abril de 1893. Luego lo hizo en el cuartel del Primer Ejército entre abril de 1893 y octubre de 1898. El 31 de enero de 1895, fue ascendido a teniente y, el 22 de julio de 1895, a capitán.
Participó en la guerra greco-otomana de 1897 como edecán del general en jefe otomano, Edhem Bajá. Al volver a Constantinopla, se le asignó al primer departamento (operaciones) del cuartel general del Primer Ejército. En octubre de 1898, fue nombrado edecán del sultán Abdul Hamid II. En 1901, ascendió a mayor. Formó parte del Estado Mayor de las unidades que protegían la frontera búlgara entre 1901 y 1902. Combatió a las guerrillas en Macedonia entre 1902 y 1903.
En diciembre de 1907, se le destinó al cuartel general del prestigioso Tercer Ejército en Salónica. Ascendió a teniente coronel en 1907 y a Coronel en 1908. Antes de la revolución de los Jóvenes Turcos de 1908, cuando Müşir İbrahim Bajá trató de imponer la disciplina en el ejército, el mayor Yemal Bey y otros miembros del Comité de Unión y Progreso advirtieron a Nureddin que su padre no debía entrometerse en sus actividades. Nureddin Bey se afilió al Comité (su número de afiliación era el 6436). El 19 de agosto de 1909, fue degradado a mayor en virtud de la Ley para la Purga del Escalafón Militar y enviado a la reserva en el Primer Ejército. En septiembre de 1909, fue enviado a servir con el gobernador de Küçükçekmece. En abril de 1910,  pasó a ser el lugarteniente del 77.º Regimiento de Infantería y luego asumió el mando del 1.º Batallón del 83.º Regimiento de Infantería.
En febrero de 1911, pasó al Estado Mayor del XIV Cuerpo de Ejército, que combatía a los rebeldes en Yemen, y ascendió al grado de teniente coronel. En noviembre volvió a la reserva, aún en el XIV Cuerpo. En 1913 había vuelto de Yemen y tomó el mando del 9.º Regimiento de Infantería durante la última etapa de las guerras balcánicas. Ese mismo año, ingresó en la unidad modélica (numune kıtası) formada conjuntamente con Liman von Sanders y sus compañeros de la misión militar alemana.

### Guerra mundial

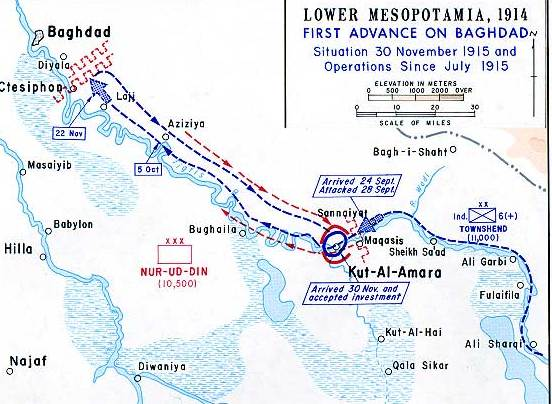
La retirada del general de división Townshend y la persecución a la que lo sometió Nureddin Bey para cercarlo.

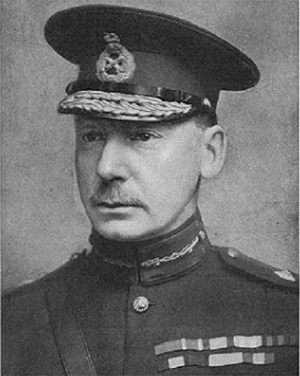
El general de división británico Townshend, capturado en Mesopotamia por los otomanos.

En torno a abril de 1914, tomó el mando de la 4.ª División. El jefe de la Región Militar de Irak Süleyman Askerî Bey se suicidó el 14 de abril de 1915 y Nureddin Bey asumió su puesto el 20 del mes. En junio llegó a la región para asumir el mando del abatido ejército de Irak y se le nombró además gobernador de las provincias de Basora y Bagdad.
En noviembre de 1915, detuvo el avance de la 6.ª División de Infantería Poona del Ejército indio británico que mandaba el general de división Charles Vere Ferrers Townshend en la batalla de Ctesifonte, y seguidamente persiguió al enemigo, que se replegó a la ciudad de Kut. Tras fracasar repetidamente en el asalto a las posiciones defensivas británicas, optó por asediarlas; el sitio concluyó con la capitulación británica. El mariscal de campo Colmar von der Goltz llegó a Bagdad el 21 de diciembre de 1915, cambió el nombre de la unidad a Ejército de Irak, inspeccionó sus posiciones y a continuación se marchó para emprender la invasión de Persia. El 20 de enero de 1916, Enver Bajá, ministro otomano de Guerra, sustituyó a Nureddin Bey por el coronel Halil Bey; Nureddin fue nombrado jefe del IX Cuerpo de Ejército y asumió temporalmente el mando del Tercer Ejército.
En octubre de 1916, se le entregó el mando de la Región Militar de Muğla y Antalya y se le ordenó formar el nuevo XXI Cuerpo de Ejército (que quedó bajo su mando) acuartelado en Aydin; el 25 de octubre de 1918, se lo nombró vicegobernador del valiato homónimo. Ese mismo año, ascendió a general de división.

### Después del armisticio
Después del Armisticio de Mudros, en noviembre de 1918, se le entregó el mando del XVII Cuerpo acuartelado en Esmina y el Gobierno del valiato de Aydin. El 30 de diciembre de 1918, pasó a mandar el XXV Cuerpo, acuartelado en Constantinopla. El 2 de febrero de 1919, al estallar una rebelión en Urla, retomó el Gobierno del valiato de Aydin y se le dio también el mando de la región militar homónima.
Nureddin Bajá formó un comité consultivo con delegados de partidos, sociedades y asociaciones de mercaderes de Esmirna, y favoreció las actividades de la Sociedad para el Defensa de los Derechos Otomanos de Esmirna (İzmir Müdafaa-i Hukuk-ı Osmaniye Cemiyeti). Estas decayeron al marchar de la ciudad el pachá. Para debilitar la defensa turca y allanar el desembarco griego en la ciudad, los Aliados, especialmente el primer ministro británico David Lloyd George, deseaban que Nurettin Bajá la abandonase. En consecuencia, antes de la ocupación de Esmirna por el ejército griego en mayo de 1919, el Gobierno destituyó al nacionalista Nureddin Bajá, que se había enemistado con el arzobispo Crisóstomo. Kambur Ahmed Izzet Bey lo sustituyó como gobernador el 11 de marzo, y el general retirado Nadir Ali Bajá asumió el mando militar el 22 de marzo.

## Guerra de Independencia
En junio de 1920,  pasó a Anatolia para participar en el movimiento nacional; se le dio el mando del Ejército Central acuartelado en Amasya, formado por unos diez mil soldados, el 9 de diciembre de 1920. Como consecuencia, la situación de los griegos pónticos empeoró. Nureddin expulsó a los misioneros estadounidenses y juzgó a algunos cristianos de la región por traición.

### La rebelión de Koçgiri
Envió unos tres mil jinetes e irregulares, incluidos los asesinos de Topal Osman, contra los rebeldes de Koçgiri. La rebelión fue sofocada el 17 de junio de 1921. La severidad de la represión suscitó encendidos debates en la Asamblea Nacional turca. Esta decidió investigar los actos de Nureddin y juzgarlo por ellos. En consecuencia, fue relevado del mando y llamado a Ankara el 3 de noviembre de 1921. Sin embargo, Mustafa Kemal impidió que fuese juzgado.

### Deportación de los griegos del Ponto
El 9 de junio, el destructor griego Panthir y el acorazado Kilkis bombardearon İnebolu. Nureddin Bajá aconsejó al Estado Mayor del gobierno de Ankara que, en vista del peligro de que los griegos desembarcasen en Samsun, todos los varones de entre dieciséis y cincuenta años de cultura griega de la región fuesen deportados a Amasya, Tokat y Karahisar-ı Şarkî y así se hizo mediante la orden 2082 del 12 de enero de 1921. El gobierno de Ankara aceptó la medida posteriormente, el 16 de junio. El Ejército Central deportó a casi veintiuna mil personas y el Tribunal Independiente de Samsun aprobó 485 condenas a muerte. Las carnicerías perpetradas por el Ejército Central fueron tan brutales que incluso algunos diputados de la Asamblea Nacional solicitaron el ajusticiamiento de Nureddin. Finalmente, la Asamblea Nacional le privó del mando y lo sometió a juicio, aunque Mustafa Kemal anuló el procesamiento. Tras el bombardeo de Samsun por el acorazado Georgios Averof el 7 de junio de 1922, la población de cultura griega de las regiones anatolias occidentales y meridionales dominadas por el Gobierno nacionalista turco fueron deportadas por orden de este.

### Ascenso en vísperas de la gran ofensiva turca

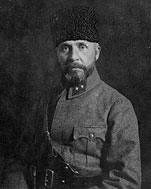
Retrato del teniente general Sakallı Nureddin Bajá

Tras la destitución del jefe del Primer Ejército Ali İhsan Sâbis, que fue sometido a un consejo de guerra en Iconio, el mando de la unidad se le ofreció a Ali Fuat Cebesoy y luego a Refet Bele. Los dos lo rechazaron porque no deseaban servir a las órdenes de İsmet İnönü. Como consecuencia, el mando pasó a Nureddin el 29 de junio de 1922; el 31 de agosto ascendió al grado de teniente general.

### El gran incendio de Esmirna

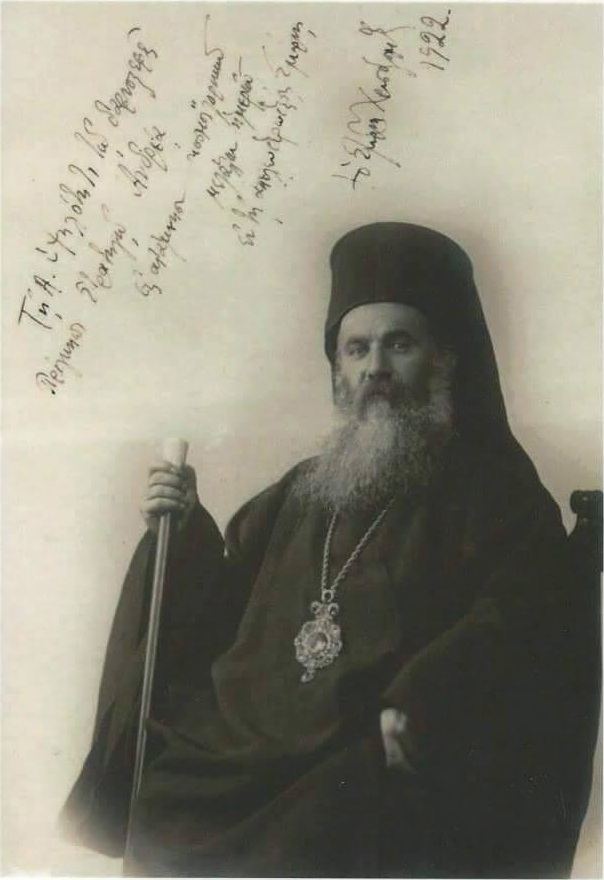
Crisóstomo de Esmirna, arzobispo ortodoxo de la ciudad, asesinado brutalmente tras entrevistarse con Nureddin en septiembre de 1922.

Nureddin volvió a Esmirna al frente del Primer Ejército el 9 de septiembre de 1922. Según Ütkan Kocatürk,  se lo nombró gobernador militar de la ciudad, aunque según otras fuentes lo fue el jefe del I Cuerpo, İzzettin Bajá Çalışlar, y Abdülhalik Bey Renda obtuvo el gobierno civil de la urbe. Nureddin Bajá convocó al arzobispo griego Crisóstomo y lo acusó de traición. A continuación lo expulsó de la sede del gobierno municipal y lo entregó a una turba musulmana que lo asesinó.

## Periodo republicano

### Diputado
En junio de 1923, cuando se desbandó el Primer Ejército, se le otorgó un permiso. En marzo de 1924, se le hizo miembro del Consejo Militar Supremo. En diciembre de ese año, se presentó a las elecciones en el distrito electoral de Bursa como candidato independiente y venció al del Partido Republicano del Pueblo. Como consecuencia, abandonó la formación política. La Asamblea Nacional se negó a admitirlo como diputado el 17 de enero de 1925, por su condición de militar. Por ello, Nureddin abandonó el Ejército. Cuando se repitieron los comicios el 2 de febrero, volvió a ganar, con más votos.

## Familia
Estaba casado con Nazmiye Hanım Türe, muerta en 1951, con la que tuvo dos hijas, Semiha Hanım (1896-1950) y Memduha Hanım (1904-1970).

## Muerte
Falleció en su casa de la calle Kızlarağcomoı Çeşmesi del barrio Hasanpaşun de Kadıköy el 18 de febrero de 1932.